# Union des fédérations de football de l'océan Indien
L'Union des fédérations de football de l'océan Indien est une confédération régionale de football dépendante de la Confédération africaine de football.

## Compétitions
L'UFFOI a mis en place en 2011, une compétition entre les clubs de l'océan Indien. Cependant, cette coupe en phase d'expérimentation et peut être à tout moment modifiée. En 2012, la deuxième édition de la CCOI connaît un peu de difficulté à se mettre en place en raison des problèmes que connaît certaine fédérations dont la Fédération comorienne de football et la Ligue de football de Mayotte qui est proche de la liquidation.

## Liste des fédérations
| Pays       | Fédération                            |
| ---------- | ------------------------------------- |
| Madagascar | Fédération malgache de football       |
| Maurice    | Fédération de Maurice de football     |
| Comores    | Fédération comorienne de football     |
| Seychelles | Fédération des Seychelles de football |
| La Réunion | Ligue réunionnaise de football        |
| Mayotte    | Ligue de football de Mayotte          |

### Titulaires actuels du titre
| Competition                                 |      | Dernière Édition | Champions   | Titre      | Finalistes        |
| Compétitions (hommes)                       |      |                  |             |            |                   |
| UFFOI U15 Garçons                           |      | 2019             | La Réunion  |            | Djibouti          |
| Compétitions (femmes)                       |      |                  |             |            |                   |
| UFFOI Femmes                                |      | 2018             | Comores     |            | Maurice           |
| UFFOI U20 Femmes                            | 2019 | Madagascar       |             | La Réunion |                   |
| UFFOI U17 Filles                            | 2019 | La Réunion       |             | Comores    |                   |
| Compétition de clubs (hommes)               |      |                  |             |            |                   |
| Coupe des clubs champions de l'océan Indien |      | 2015             | CNaPS Sport | (3)        | Saint-Pauloise FC |